# Kazuo Ishiguro

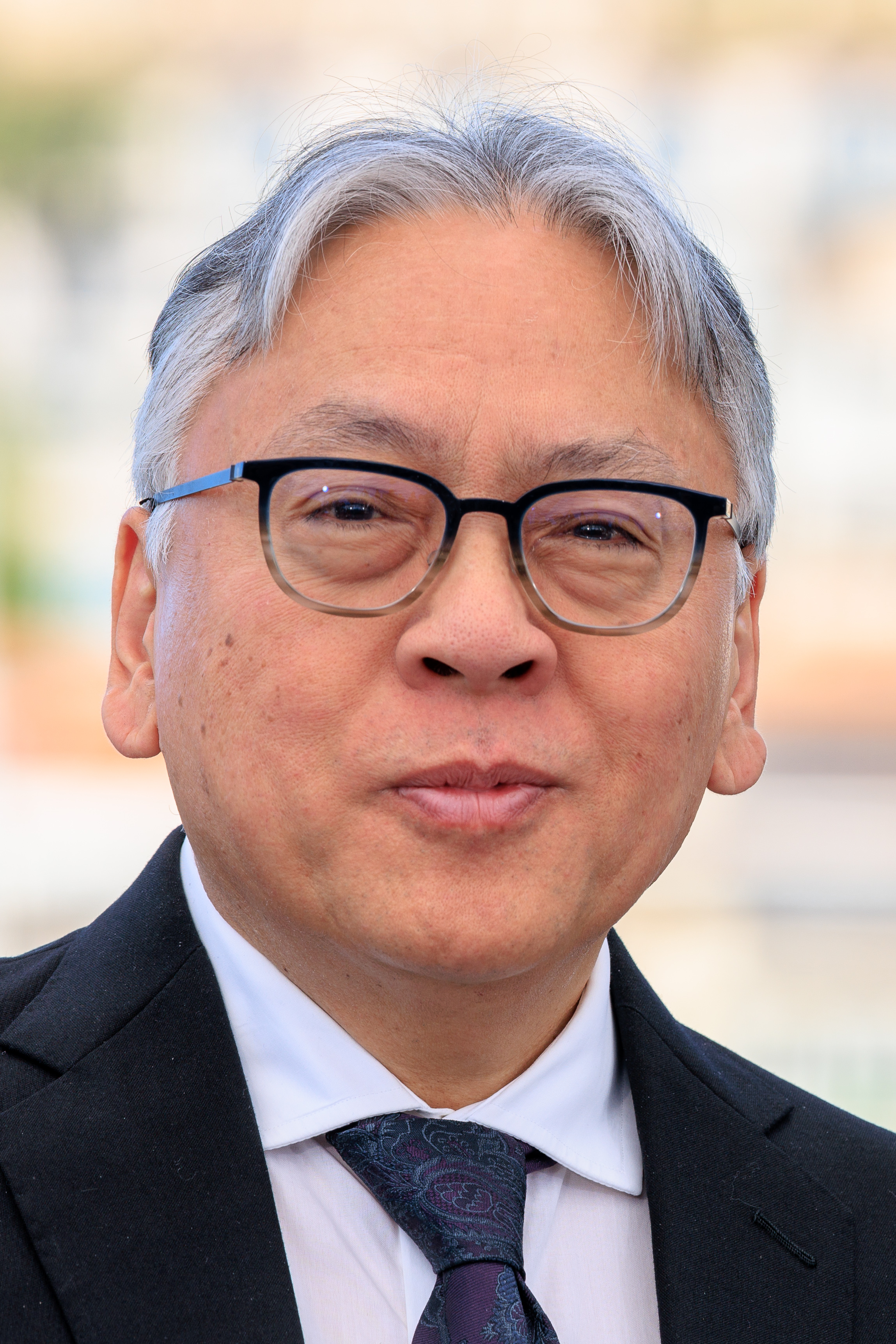
Kazuo Ishiguro (2025)

Sir Kazuo Ishiguro CH OBE (jap. 石黒一雄 Ishiguro Kazuo; * 8. November 1954 in Nagasaki, Japan) ist ein britischer Schriftsteller japanischer Herkunft. Sein dritter und berühmtester Roman, Was vom Tage übrigblieb, wurde 1989 mit dem Booker Prize ausgezeichnet. Er wurde ebenso verfilmt wie der 2005 erschienene Roman Alles, was wir geben mussten. Im Jahr 2017 erhielt Ishiguro den Nobelpreis für Literatur. Die Schwedische Akademie würdigte ihn als einen Schriftsteller, „der in Romanen von starker emotionaler Wirkung den Abgrund in unserer vermeintlichen Verbundenheit mit der Welt aufgedeckt hat“.

## Leben
Ishiguro wurde in Japan geboren und lebte dort bis 1960. Als er fünf Jahre alt war, zog seine Familie ins Vereinigte Königreich, wo der Vater als Ozeanograph im Auftrag der britischen Regierung zunächst für einen begrenzten Zeitraum von ein bis zwei Jahren forschen sollte. Aus dem vorübergehenden Aufenthaltsort wurde schließlich der feste Wohnsitz der Familie. Kazuo Ishiguro wuchs in Guildford, Surrey, auf. Er studierte zunächst Englisch und Philosophie an der University of Kent in Canterbury (B.A. 1978) und besuchte dann den von Malcolm Bradbury geleiteten Studiengang für Kreatives Schreiben an der University of East Anglia in Norwich, wo er 1980 seinen M.A. in Literatur erwarb. Bereits während dieser Zeit schrieb Ishiguro erste Kurzgeschichten, die allesamt veröffentlicht wurden und ihm einen Vertrag für seinen ersten Roman einbrachten, bevor dieser überhaupt vollendet war. Er engagierte sich in den 1980er Jahren in zahlreichen sozialen Projekten. Dabei lernte er auch seine spätere Frau, die Sozialarbeiterin Lorna MacDougall, kennen, die er 1986 heiratete. Heute lebt er mit ihr und seiner Tochter Naomi, geboren 1992, in London.
Im Jahr 2022 wurde er in die Wettbewerbsjury der 79. Filmfestspiele von Venedig berufen.

## Werk
Kazuo Ishiguro gilt laut Sebastian Groes und Barry Lewis als einer der versiertesten und erfolgreichsten Schriftsteller der Gegenwart. Seine Bücher sprechen gleichermaßen Literaturkritiker wie eine weltweite Leserschaft an, wurden Bestseller, mit hochrangigen literarischen Preisen ausgezeichnet und in über 40 Sprachen übersetzt. Zwar ist Ishiguro in erster Linie Romancier, doch hat er auch in anderen Medien gearbeitet: Er schrieb Kurzgeschichten, zwei Fernsehdramen und das Drehbuch für den Spielfilm The White Countess (2005) von James Ivory. Seit 2007 verfasst er für die Jazz-Sängerin Stacey Kent Liedtexte. Als zwar in Japan geborener, aber in England aufgewachsener Autor schreibt er laut Viet Thanh Nguyen das „schönste Englisch“. Sein Werk verbindet seine ungewöhnliche Perspektive als japanischer Einwanderer mit intellektueller Schärfe und erforscht Themen wie Klasse, Ethnie, nationale Identität, Hierarchie und Moral ebenso wie Ausdrucksformen und Bedeutung von Kunst.
Obwohl Ishiguro der Nachkriegsgeneration angehört, steht die Erfahrung des Zweiten Weltkriegs und anderer Gräuel des Zwanzigsten Jahrhunderts häufig im Mittelpunkt seiner Werke. Diese sind jedoch leiser, weniger kontrovers als die anderer Schriftsteller seiner Generation und richten ihren Fokus stärker auf ethische Fragen und Dilemmata. Seine ersten beiden Romane A Pale View of Hills (1982, dt.: Damals in Nagasaki) und An Artist of the Floating World (1986, dt.: Der Maler der fließenden Welt) befassen sich mit den japanischen Kriegserfahrungen während des Zweiten Weltkriegs, insbesondere den Atombombenabwürfen auf Hiroshima und Nagasaki, und dem Umgang der Hauptfiguren mit diesen. Beide Romane handeln von sich entfremdenden Familien und der Suche nach Identität.
Ishiguros dritter und bekanntester Roman The Remains of the Day (1989, dt.: Was vom Tage übrigblieb) gilt schon heute als ein moderner Klassiker. In ihm richtet der Autor den Blick auf den britischen Faschismus im Vorfeld des Zweiten Weltkriegs und den schwindenden Einfluss des britischen Empires im Nachgang. Die Hauptfigur ist ein alternder Butler, der sich auf eine Reise durch England begibt, die zugleich eine Reise in seine Vergangenheit wird. Ishiguro erhielt für den Roman den Booker Prize. Er wurde 1993 mit Anthony Hopkins und Emma Thompson verfilmt. Sein vierter Roman The Unconsoled (1995, dt.: Die Ungetrösteten) ist eine Hommage an Franz Kafka. Vordergründig als emotionale Reise eines berühmten Pianisten angelegt, hat der Roman einen komplexen, an ein Labyrinth erinnernden Aufbau und vereinigt literarischen Realismus mit Surrealismus. Zudem greift er ein Thema auf, das für Ishiguro eine besondere Bedeutung hat: die Musik, die er auch in seinem – nach der musikalischen Form der Nocturne benannten – Erzählungszyklus Nocturnes (2009, dt.: Bei Anbruch der Nacht) erkundet.
Ishiguro unternimmt in seinen Romanen auch Ausflüge in klassische Genre-Literatur, folgt allerdings nicht deren üblichen Konventionen. Der Roman When We Were Orphans (2000, dt.: Als wir Waisen waren) kann als Detektivroman gelesen werden, der sowohl in England als auch in China spielt. Allerdings erfindet sich der Protagonist eine Identität als Detektiv, um den biografischen Hintergrund seiner Untersuchungen zu tarnen. Der 2005 erschienene Roman Never Let Me Go (dt.: Alles, was wir geben mussten) über menschliche Klone als Organspender bzw. „Ersatzteillager“ greift Elemente der Science-Fiction auf. Er galt vielen Kritikern als die wichtigste Erzählung des Jahres (z. B. Kulturzeit in 3sat vom 24. November 2005) und wurde 2010 verfilmt. Auch Klara and the Sun (2021, dt. Klara und die Sonne) spielt in einer dystopischen Zukunft. Der Roman aus der Sicht einer künstlichen Intelligenz hat laut Ishiguro jedoch eine optimistischere Vision als Never Let Me Go. The Buried Giant aus dem Jahr 2015 (dt.: Der begrabene Riese) nimmt Anleihen bei der Fantasy-Literatur. Daniel Kehlmann verortet den Roman „exakt an der Übergangsstelle zwischen historischem und phantastischem Erzählen“ und kommt zum Schluss, das Buch sei „phantastisch unterhaltsam und historisch relevant“.
Was alle Werke Ishiguros für Groes und Lewis auszeichnet, ist ihre emotionale Kraft, die den Leser nicht nur an den Figuren Anteil nehmen lässt, sondern durch deren Vermittlung an den Mitmenschen und dem Zustand der Welt. Obwohl die Protagonisten nicht immer sympathisch sind und gerade wegen ihrer häufig fehlenden Empathie, wird die Empathie des Lesers geweckt. Der japanische Amerikanist Motoyuki Shibati nennt dies „die wahre Magie Ishiguros“. Literarische Mittel, mit denen er arbeitet, um die Leser zu einer eigenen Haltung aufzufordern, sind die dramatische Ironie, Lücken und Leerstellen sowie die direkte Ansprache durch den Erzähler. Durch die Reduktion der Bezüge zu Ort und Zeit erhalten seine Geschichten eine universelle Gültigkeit.
Groes und Lewis beschreiben Ishiguro als einen klassischen Schriftsteller in der Tradition des Humanismus. Zwar ist sich Ishiguro der Widersprüche und Mehrdeutigkeiten der modernen Welt bewusst, doch anders als viele Postmodernisten zieht er sich nicht auf die Position der Unsicherheit und Relativität zurück, sondern verleiht seinen Figuren die Gewissheit, dass ihre Handlungen und Entscheidungen Bedeutung haben. Auch in einer anscheinend sinnlosen Welt rettet er seinen Figuren menschliche Würde und die Möglichkeit, einen Sinn im Leben zu finden. Dabei vermittelt er den Glauben an eine menschliche Gemeinschaft, die sich über örtliche und zeitliche Grenzen hinaus erstreckt, und schreibt insbesondere der Kunst die Fähigkeit zur Tröstung und Heilung zu.

## Romane und Erzählungen
- A Pale View of Hills. London 1982.
  - Damals in Nagasaki. Übersetzt von Margarete Längsfeld, Arche, Zürich 1984, ISBN 3-7160-2015-X.
- An Artist of the Floating World. London 1986.
  - Der Maler der fließenden Welt. Übersetzt von Hartmut Zahn, Klett-Cotta, Stuttgart 1988, ISBN 3-608-95558-5.
- The Remains of the Day. London 1989.
  - Was vom Tage übrigblieb. Übersetzt von Hermann Stiehl, Rowohlt, Reinbek bei Hamburg 1990, ISBN 3-498-03210-0.
- The Unconsoled. London 1995.
  - Die Ungetrösteten. Übersetzt von Isabell Lorenz, Rowohlt, Reinbek bei Hamburg 1996, ISBN 3-498-03212-7.
- When We Were Orphans. London 2000.
  - Als wir Waisen waren. Übersetzt von Sabine Herting, Knaus, München 2000, ISBN 3-8135-0168-X.
- Never Let Me Go. London 2005.
  - Alles, was wir geben mussten. Übersetzt von Barbara Schaden, Blessing, München 2005, ISBN 3-89667-233-9.
- Nocturnes: Five Stories of Music and Nightfall. London 2009.
  - Bei Anbruch der Nacht. Übersetzt von Barbara Schaden, Blessing, München 2009, ISBN 978-3-89667-409-8.
- The Buried Giant. Faber, London 2015.
  - Der begrabene Riese. Übersetzt von Barbara Schaden, Blessing, München 2015, ISBN 978-3-89667-542-2.
- Klara and the Sun. Faber & Faber, London 2021.
  - Klara und die Sonne. Übersetzt von Barbara Schaden, Blessing, München 2021, ISBN 978-3-89667-693-1.

## Filmografie (Auswahl)
Als ausführender Produzent

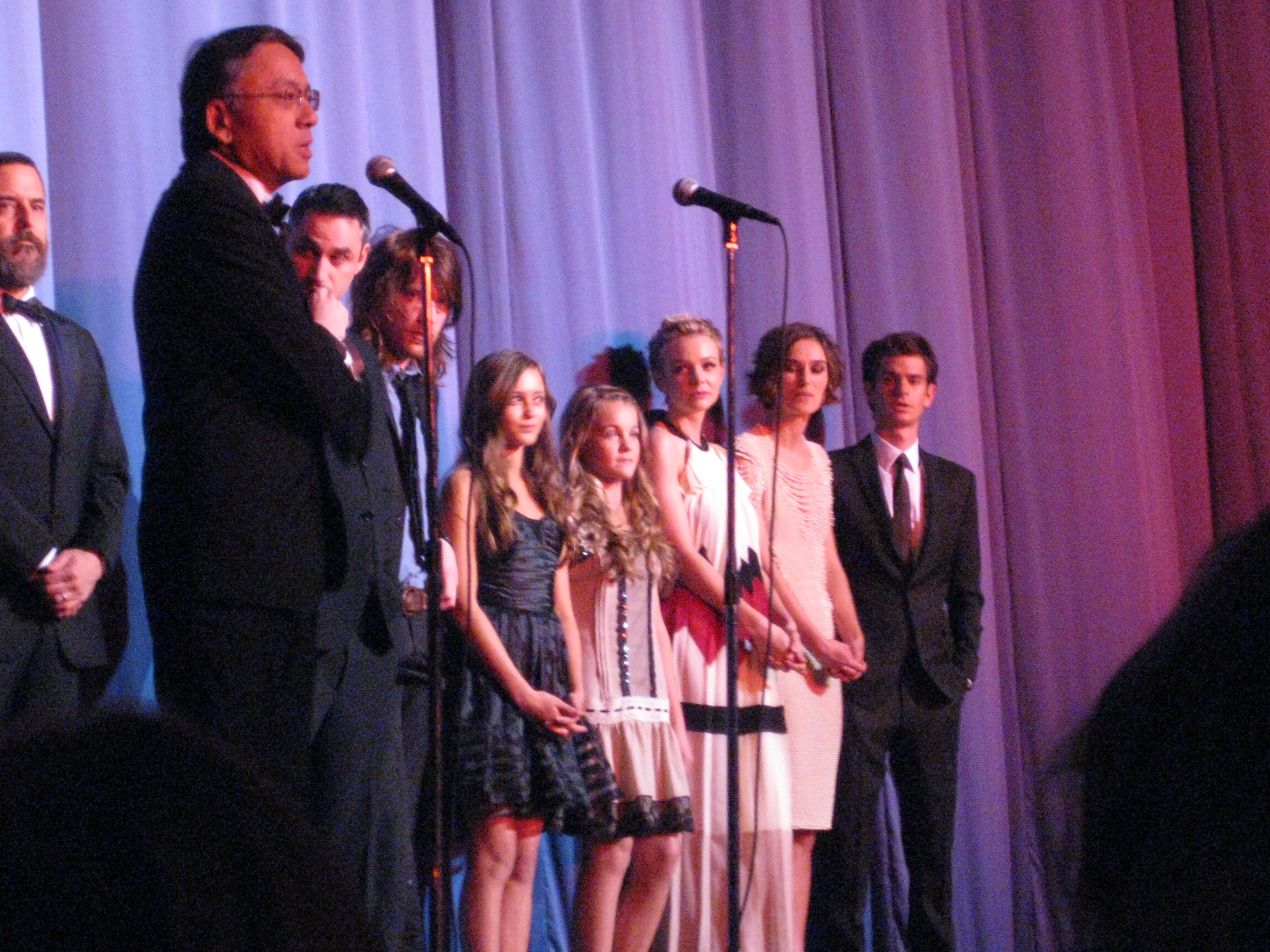
Ishiguro mit Mitwirkenden von Alles, was wir geben mussten beim British Independent Film Award 2010

- Alles, was wir geben mussten (Never Let Me Go). 2010, Regie Mark Romanek

Drehbücher
- A Profile of Arthur J. Mason. 1984, Regie Michael Whyte
- The Gourmet. Kurzfilm 1986, Regie Michael Whyte
- The Saddest Music in the World (ursprünglicher Entwurf des Drehbuchs). 2003, Regie Guy Maddin
- The White Countess. 2005, Regie: James Ivory
- Living – Einmal wirklich leben. 2022, Regie: Oliver Hermanus

## Auszeichnungen (Auswahl)
- 1986: Whitbread Book Award für An Artist of the Floating World
- 1989: Booker Prize für The Remains of the Day
- 1993: Wahl zum Mitglied der American Academy of Arts and Sciences
- 1995: Officer des Order of the British Empire
- 1998: Ritter des Ordre des Arts et des Lettres
- 2006: Corine-Belletristikpreis für Alles, was wir geben mussten
- 2017: Nobelpreis für Literatur
- 2020: Companion of Literature der Royal Society of Literature[15]
- 2020:Auswärtiges Ehrenmitglied der American Academy of Arts and Letters[16]
- 2025: Mitglied des Order of the Companions of Honour